# Chaunorhynchus pacificus
Chaunorhynchus pacificus är en ringmaskart som först beskrevs av Hartman 1960.  Chaunorhynchus pacificus ingår i släktet Chaunorhynchus och familjen Nereididae. Inga underarter finns listade i Catalogue of Life.